# Monkman Park
Monkman Park är en park i Kanada.   Den ligger i provinsen British Columbia, i den centrala delen av landet, 3 300 km väster om huvudstaden Ottawa. Monkman Park ligger 1 043 meter över havet.
Terrängen runt Monkman Park är kuperad söderut, men norrut är den bergig. Monkman Park ligger nere i en dal. Trakten runt Monkman Park är nära nog obefolkad, med mindre än två invånare per kvadratkilometer.. Det finns inga samhällen i närheten.
I omgivningarna runt Monkman Park växer i huvudsak barrskog.